# ABS-7
O ABS-7, também chamado de Koreasat 3 e Mugungwa 3, é um satélite de comunicação geoestacionário que foi construído pela Lockheed Martin. Ele está localizado na posição orbital de 116 graus de longitude leste e é operado pela Asia Broadcast Satellite (ABS). O satélite foi baseado na plataforma A2100A e sua vida útil estimada era de 15 anos.

## História
O satélite Koreasat 3 está configurado para fornecer serviços de transmissão fixa e direta. Ele tem 24 transponders de banda Ku (serviço fixo por satélite), seis de banda Ku (serviço de transmissão direta) e três transponders de banda Ka. Ele também possui uma antena orientável fornecendo uma capacidade de cobertura melhor. O satélite está posicionada em 116 graus leste.
A Korea Telecom é uma empresa de telecomunicações da Coreia do Sul e é responsável pela operação do sistema Koreasat. A empresa é dedicada ao desenvolvimento de novas tecnologias para manter o ritmo com a economia de alto crescimento da Coreia.
O programa Koreasat 3 marca a continuação de uma relação de longo prazo entre a Korea Telecom e Lockheed Martin, que começou com  Koreasat 1 e 2. Além de fornecer satélite, o programa também incluiu a melhoria de sistemas terrestres existentes.
Em maio de 2010, o satélite foi vendida para a Asia Broadcast Satellite e renomeado para ABS-7.

## Lançamento
O satélite foi lançado ao espaço no dia 4 de setembro de 1999, abordo de um foguete Ariane 42P a partir do Centro Espacial de Kourou, na Guiana Francesa. Ele tinha uma massa de lançamento de 2790 kg.

## Capacidade e cobertura
O ABS-7 é equipado com 30 transponders em banda Ku e 3 em banda Ka para fornecer serviços de telecomunicações para o Afeganistão, Paquistão e Oriente Médio.